# Брет Річардсон
Брет Річардсон (англ. Bret Richardson; нар. 23 січня 1971) — колишній австралійський тенісист.
Найвищу одиночну позицію світового рейтингу — 361 місце досяг 4 листопада 1991, парну — 288 місце — 4 травня 1992 року.

## Фінали ATP Челленджер

### Парний розряд: 1 (0–1)
| Результат | Дата     | Турнір              | Покриття | Партнер   | Суперники                   | Рахунок       |
| --------- | -------- | ------------------- | -------- | --------- | --------------------------- | ------------- |
| Поразка   | Лис 1991 | Тасманія, Австралія | Килим    | Саймон Юл | Майкл Браун Ендрю Кратцманн | 6–3, 3–6, 6–7 |